# Reiner Klimke
Reiner Klimke, född den 14 januari 1936 i Münster i Tyskland, död 17 augusti 1999 i Münster i Tyskland, var en västtysk ryttare.
Han tog OS-guld i lagtävlingen i dressyr i samband med de olympiska ridsporttävlingarna 1988 i Los Angeles.